# Ла-Хунта (Колорадо)
Ла-Хунта (англ. La Junta) — місто (англ. city) в США, в окрузі Отеро штату Колорадо. Населення — 7322 особи (2020).

## Географія
Ла-Хунта розташована за координатами 37°58′46″ пн. ш. 103°32′50″ зх. д. / 37.97944° пн. ш. 103.54722° зх. д. (37.979414, -103.547336).  За даними Бюро перепису населення США в 2010 році місто мало площу 7,83 км², з яких 7,81 км² — суходіл та 0,02 км² — водойми.

### Клімат
Місто знаходиться у зоні, котра характеризується кліматом тропічних степів. Найтепліший місяць — липень із середньою температурою 25.6 °C (78 °F). Найхолодніший місяць — січень, із середньою температурою -0.7 °С (30.7 °F).
| Клімат Ла-Хунти         | Клімат Ла-Хунти | Клімат Ла-Хунти | Клімат Ла-Хунти | Клімат Ла-Хунти | Клімат Ла-Хунти | Клімат Ла-Хунти | Клімат Ла-Хунти | Клімат Ла-Хунти | Клімат Ла-Хунти | Клімат Ла-Хунти | Клімат Ла-Хунти | Клімат Ла-Хунти | Клімат Ла-Хунти |
| Показник                | Січ.            | Лют.            | Бер.            | Квіт.           | Трав.           | Черв.           | Лип.            | Серп.           | Вер.            | Жовт.           | Лист.           | Груд.           | Рік             |
| Абсолютний максимум, °C | 27,2            | 26,7            | 31,7            | 33,9            | 41,1            | 41,7            | 42,8            | 42,2            | 38,9            | 35,6            | 30              | 25,6            | 42,8            |
| Середній максимум, °C   | 8,2             | 10,7            | 16              | 20,6            | 26,1            | 31,7            | 34,5            | 33,3            | 29,6            | 22,3            | 14,4            | 8               | 21,3            |
| Середня температура, °C | −0,7            | 1,8             | 6,8             | 11,3            | 17,1            | 22,6            | 25,6            | 24,6            | 19,9            | 12,6            | 5,3             | −0,6            | 12,2            |
| Середній мінімум, °C    | −9,6            | −7,2            | −2,5            | 2,2             | 8,1             | 13,6            | 16,6            | 15,8            | 10,3            | 2,9             | −3,9            | −9,2            | 3,2             |
| Абсолютний мінімум, °C  | −23,9           | −29,4           | −20,6           | −12,2           | −3,3            | 3,3             | 10              | 10,6            | −1,1            | −13,3           | −16,7           | −25,6           | −29,4           |
| Норма опадів, мм        | 15.2            | 10.2            | 27.9            | 30.5            | 48.3            | 43.2            | 61              | 48.3            | 25.4            | 30.5            | 12.7            | 17.8            | 365.8           |
| Днів з опадами          | 3,8             | 3,7             | 5,5             | 5,6             | 5,3             | 5,8             | 6,5             | 6,2             | 4,2             | 4,5             | 2,7             | 3,9             | 57,7            |
| Днів з дощем            | 1               | 1               | 2               | 3               | 5               | 3               | 4               | 3               | 1               | 2               | 1               | 1               | 32              |
| Днів зі снігом          | 2,8             | 2,7             | 2,8             | 1,1             | 0               | 0               | 0               | 0               | 0               | 0,5             | 1,2             | 3,9             | 15              |
| Вологість повітря, %    | 58              | 54              | 54              | 53              | 56              | 51              | 53              | 56              | 53              | 51              | 56              | 59              | 55              |
| ----------------------- | --------------- | --------------- | --------------- | --------------- | --------------- | --------------- | --------------- | --------------- | --------------- | --------------- | --------------- | --------------- | --------------- |
| Джерело: Weatherbase    |                 |                 |                 |                 |                 |                 |                 |                 |                 |                 |                 |                 |                 |

## Демографія
Згідно з переписом 2010 року, у місті мешкало 7077 осіб у 2919 домогосподарствах у складі 1776 родин. Густота населення становила 904 особи/км².  Було 3422 помешкання (437/км²).
Расовий склад населення:
| - 74,7 % — білих - 1,9 % — корінних американців - 1,2 % — чорних або афроамериканців - 0,7 % — азіатів - 0,1 % — вихідців з тихоокеанських островів - 16,5 % — осіб інших рас |

До двох чи більше рас належало 4,8 %. Частка іспаномовних становила 45,6 % від усіх жителів.
За віковим діапазоном населення розподілялося таким чином: 24,9 % — особи молодші 18 років, 58,1 % — особи у віці 18—64 років, 17,0 % — особи у віці 65 років та старші. Медіана віку мешканця становила 37,1 року. На 100 осіб жіночої статі у місті припадало 91,5 чоловіків;  на 100 жінок у віці від 18 років та старших — 85,4 чоловіків також старших 18 років.
Середній дохід на одне домашнє господарство  становив 43 068 доларів США (медіана — 31 113), а середній дохід на одну сім'ю — 51 945 доларів (медіана — 38 781). Медіана доходів становила 36 217 доларів для чоловіків та 23 224 долари для жінок. За межею бідності перебувало 31,3 % осіб, у тому числі 53,8 % дітей у віці до 18 років та 10,5 % осіб у віці 65 років та старших.
Цивільне працевлаштоване населення становило 2632 особи. Основні галузі зайнятості: освіта, охорона здоров'я та соціальна допомога — 23,0 %, роздрібна торгівля — 18,9 %, транспорт — 12,9 %, публічна адміністрація — 10,3 %.

## Відомі люди
- Кеннет Елтон Кі́зі (1935 — 2001) — американський письменник.